# 塔馬利 (食品)
塔馬利，又譯作玉米粽、墨西哥粽，是中部美洲的传统食品。由马萨或面团（通常以玉米的澱粉製成）包裹在玉米壳或香蕉叶的外皮中蒸熟，外皮在吃之前丢弃。塔馬利可以填以肉、奶酪、水果、蔬菜、辣椒或任何根据口味提前作好的食物。

## 历史

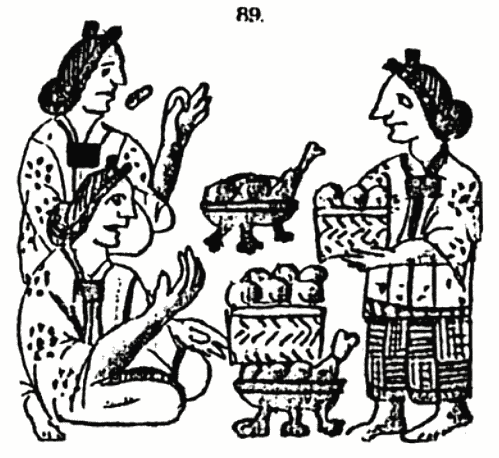
塔马利用于纪念孩子的出生，佛罗伦萨手抄本

塔馬利起源于公元前8000到5000年的中部美洲。
塔馬利的制作可能在早期时代已经从危地马拉和墨西哥的土著文化传播到拉丁美洲其他地区。根据考古学家卡尔·陶伯、威廉·萨图诺和大卫·斯图亚特的说法，他们在危地马拉佩滕的圣巴托洛壁画中找到了图片参考，该壁画可追溯至公元100年左右。
阿兹特克和玛雅文明，以及在他们之前的奥尔梅克和托尔特克文明，使用奥尔梅克作为方便携带的食物，用于狩猎旅行、长途旅行以及支持他们的军队。阿兹特克人、玛雅人、奥尔梅克人和托尔特克人都认为自己是玉米人，所以以玉米为主要材料的奥尔梅克在他们的仪式和节日中发挥了重要作用。

## 名称
其音译「塔马利」源自英语 ，是西班牙语 （复数形Tamales）的英语化版本。 来自纳瓦特尔语词意思是“包裹”。
英语中的“Tamale”是“Tamales”的反构式，说英语的人将 -e 視为词干的一部分，而不是复数后缀 -es 的一部分。
在中部美洲，因其历史上的语言多样性导致塔馬利出现了很多不同的词，其中许多词仍然在使用。
因塔馬利与中国的粽子非常相似，所以在汉字文化圈常將其译作玉米「粽」。相反，在一些較熟悉玉米粽的地區，有時則會把粽子翻譯成、，即「中式塔馬利」之意。
可能由於塔馬利的口感類似於中国饮食中的粉蒸肉，其在华语地区中也稱做玉米粉蒸肉。

## 相关内容
- 粽子
- 粉蒸肉